# Niceforo I di Costantinopoli
Niceforo I (in greco Νικηφόρος Α΄?; Costantinopoli, 758 circa – Costantinopoli, 5 aprile 828) è stato patriarca di Costantinopoli dall'806 all'815, assurgendo a tale dignità sotto l'impero di Niceforo I, imperatore romano d'oriente. Venne deposto sotto Leone V l'Armeno per essersi opposto all'Iconoclastia di questo imperatore. Per la sua difesa dell'iconodulia è venerato come santo dalla Chiesa cattolica e dalla Chiesa ortodossa.

## Biografia
Nacque intorno al 758 da una famiglia agiata. Suo padre, Teodoro, era infatti asekretis (segretario imperiale) anche se, per le sue convinzioni religiose, venne esiliato a partire dagli anni 760 prima in Ponto e poi a Nicea.
Niceforo seguì le orme del padre divenendo, probabilmente sotto il regno dell'iconoclasta Leone IV, un subordinato del primo segretario Tarasio, che in seguito divenne patriarca (784). Al secondo concilio di Nicea del 787 Niceforo lesse una traduzione in greco di una lettera del papa indirizzata all'imperatore Costantino VI. Si ritirò poi a vita privata, presumibilmente durante il regno di Irene, l'imperatrice che pur di regnare accecò e uccise il figlio Costantino VI. Dopo la caduta di Irene (802), Niceforo ritornò nella capitale gestendo una casa per i poveri.
Nell'806 il patriarca Tarasio morì e l'imperatore Niceforo I decise, dopo essersi consultato con il clero, di nominare patriarca Niceforo. Quest'ultimo venne ordinato patriarca il 12 aprile 806. Nei primi anni non si oppose alla politica religiosa imperiale. Dopo la morte dell'imperatore Niceforo (812) il patriarca approvò la nomina a imperatore di Leone V. Nel dicembre 814 tuttavia ci fu uno scontro tra imperatore e patriarca, dovuto al fatto che Niceforo non accettava l'iconoclastia dell'imperatore. Il risultato fu che l'imperatore lo costrinse ad abdicare.
Non più patriarca, Niceforo si ritirò in un monastero a nord di Crisopoli, che potrebbe aver costruito egli stesso. Per ordine dell'imperatore si trasferì al monastero di San Teodoro qualche tempo dopo. Sotto Michele II ebbe l'opportunità di tornare patriarca a condizione che non si immischiasse nella controversia iconoclastica ma rifiutò. Rimase in quel monastero fino alla sua morte avvenuta nell'828. 

## Opere letterarie
Niceforo scrisse alcune opere religiose e storiche. Le opere religiose riguardano la controversia iconoclastica e furono composte tra l'814 e poco dopo l'820. In due di esse (Terzo Antiretico e Refutatio et eversio) sostenne che il regno dell'imperatore Costantino V Copronimo non fosse un periodo di successi, ma di disgrazie per la sua politica iconoclastica.
Inoltre scrisse due opere storiche:
- Breve storia (Breviarium Historiae)
- Cronografia.

La Cronografia contiene:
- cronologia degli avvenimenti narrati nel Vecchio Testamento da Adamo alla cattività babilonese
- cronologia gli imperatori persiani achemenidi
- cronologia dei Tolomei di Egitto
- cronologia degli imperatori romani da Giulio Cesare a Michele II
- cronologia delle imperatrici romane dalla moglie di Costanzo Cloro in poi
- altri elenchi di patriarchi di Roma e i vari patriarchi di Costantinopoli, Antiochia ecc.

Il Breviarum (o storia breve) narra la storia dell'Impero dal 602 al 769. Il regno di Foca (602-610) è riassunto in poche righe, ad eccezione della rivolta di Eraclio che è narrata abbastanza approfonditamente. Anche il regno di Costante II (641-668) viene saltato. Esistono due redazioni dell'opera, quella denominata V è quella completa, mentre quella chiamata L si ferma al 713. Alcuni hanno ipotizzato che la versione L fosse opera di un altro autore vissuto prima di Niceforo, che poi il patriarca ha copiato. Questa teoria è stata poi rigettata da altri. Forse Niceforo, insoddisfatto della versione L, smise di redigerla quando era giunto all'anno 713 e decise di riscrivere i primi undici paragrafi per migliorarne lo stile (esempio il discorso di Shahin trasformato nella versione V in una miniorazione sul modello di Tucidide) creando così la versione V, che portò a compimento fino all'anno 769.